# 马克思海姆
马克思海姆是德国巴伐利亚州的一个市镇。总面积46.57平方公里，总人口2579人，其中男性1371人，女性1208人（2011年12月31日），人口密度55人/平方公里。